# سيرجيو كوستيا
سيرجيو كوستيا (بالرومانية: Sergiu Costea)‏ هو لاعب كرة قدم روماني في مركز الوسط، ولد في 10 يناير 1983 في رومانيا. لعب مع جامعة كلوج.

## وصلات خارجية
- سيرجيو كوستيا على موقع قاعدة بيانات كرة القدم.إي يو (الإنجليزية)
- سيرجيو كوستيا على موقع Soccerway.com (الإنجليزية)